# 383
| [ Edytuj tabelę ] |                                                                          |
| Władca Guptów     | - 375 Ćandragupta II 414                                                 |
| Władca Korei      | - 371 Sosurim 384                                                        |
| Papież            | - 366 Damazy I 384                                                       |
| Król Persji       | - 379 Ardaszir II 383 - 383 Szapur III 388                               |
| Cesarz Rzymu      | - 375 Walentynian II 392 - 375 Gracjan 383 - 379 Teodozjusz I Wielki 395 |
| Król Wandalów     | - 359 Godigisel 406                                                      |

Rok 383 / CCCLXXXIII
stulecia: III wiek ~
IV wiek ~
V wiek

lata: 373 «
378 «
379 «
380 «
381 «
382 «
383
» 384
» 385
» 386
» 387
» 388
» 393

## Wydarzenia
- 19 stycznia – przyszły cesarz wschodniorzymski Arkadiusz otrzymał tytuł augusta.
- 25 sierpnia – sprzyjający chrześcijaństwu cesarz Gracjan został w Lugdunum zamordowany przez zbuntowane wojsko.

- Szapur III – został królem Persji.
- Bunt Magnusa Maksymusa w Brytanii, wojska rzymskie opuściły Wał Hadriana.
- Ataki Germanów na Galię.
- w bitwie nad rzeką Fei wojska dynastii Jin uniemożliwiły armii Qin zjednoczenie Chin

## Urodzili się
- Kalajaśas – jeden z wczesnych misjonarzy indyjskich i tłumacz, działający w Chinach (zm. 442)
- św. Lupus, biskup Troyes.

## Zmarli
- 25 sierpnia - Gracjan, cesarz rzymski, zamordowany pod Lugdunum